# Federico III de Sajonia
Federico III, más conocido como Federico el Sabio (en alemán: Friedrich der Weise; Torgau, 17 de enero de 1463-Lochau, 5 de mayo de 1525) fue un príncipe elector de Sajonia, conocido actualmente por ser uno de los mecenas de Martín Lutero y del pintor Durero y también por fundar la Universidad de Wittenberg.
Acumuló las siguientes dignidades:
- Príncipe elector de Sajonia (1486 -1525).
- Duque de Sajonia-Wittenberg (1486-1525), como Federico VI.
- Landgrave de Turingia (1486-1525), como Federico VII.
- Gran Maestre de la Orden Teutónica (1496-1510).

## Biografía
Hijo de Ernasto de Sajonia y de Isabel de Baviera (hija de Alberto III Wittelsbach, Duque de Baviera). Soltero, tuvo cuatro hijos ilegítimos: tres varones (Federico von Jessen, Sebastián von Jessen, Jerónimo) y una mujer.

## Protector de las letras y las artes
Convirtió a Wittenberg en una capital representativa gracias a la construcción del palacio y su iglesia, y la fundación de la Universidad de Wittenberg (Universidad Martín Lutero) en 1502. Fue profesor en esta universidad el teólogo Felipe Melanchthon, asociado a Lutero en la Reforma. Otros humanistas de Wittenberg en esa época fueron Johannes Bugenhagen (mentor de Lutero), Jorge Espalatino (educador del príncipe Juan Federico), Justus Jonas y Lucas Cranach el Viejo, pintor de la corte.
Federico III fue uno de los más tempranos clientes de Durero; le encargó un retrato ya en 1496 (ahora conservado en la Gemäldegalerie de Berlín) y posteriormente otras pinturas muy relevantes, como la Adoración de los Magos (Florencia, Galería de los Uffizi) y El martirio de los diez mil cristianos (Viena, Kunsthistorisches Museum). En 1524, posó para un famoso grabado a buril fechado ese año, pero que Durero hubo de terminar al año siguiente, ya fallecido el elector. Un dibujo considerado preparatorio para este grabado se conserva en la Escuela de Bellas Artes de París.

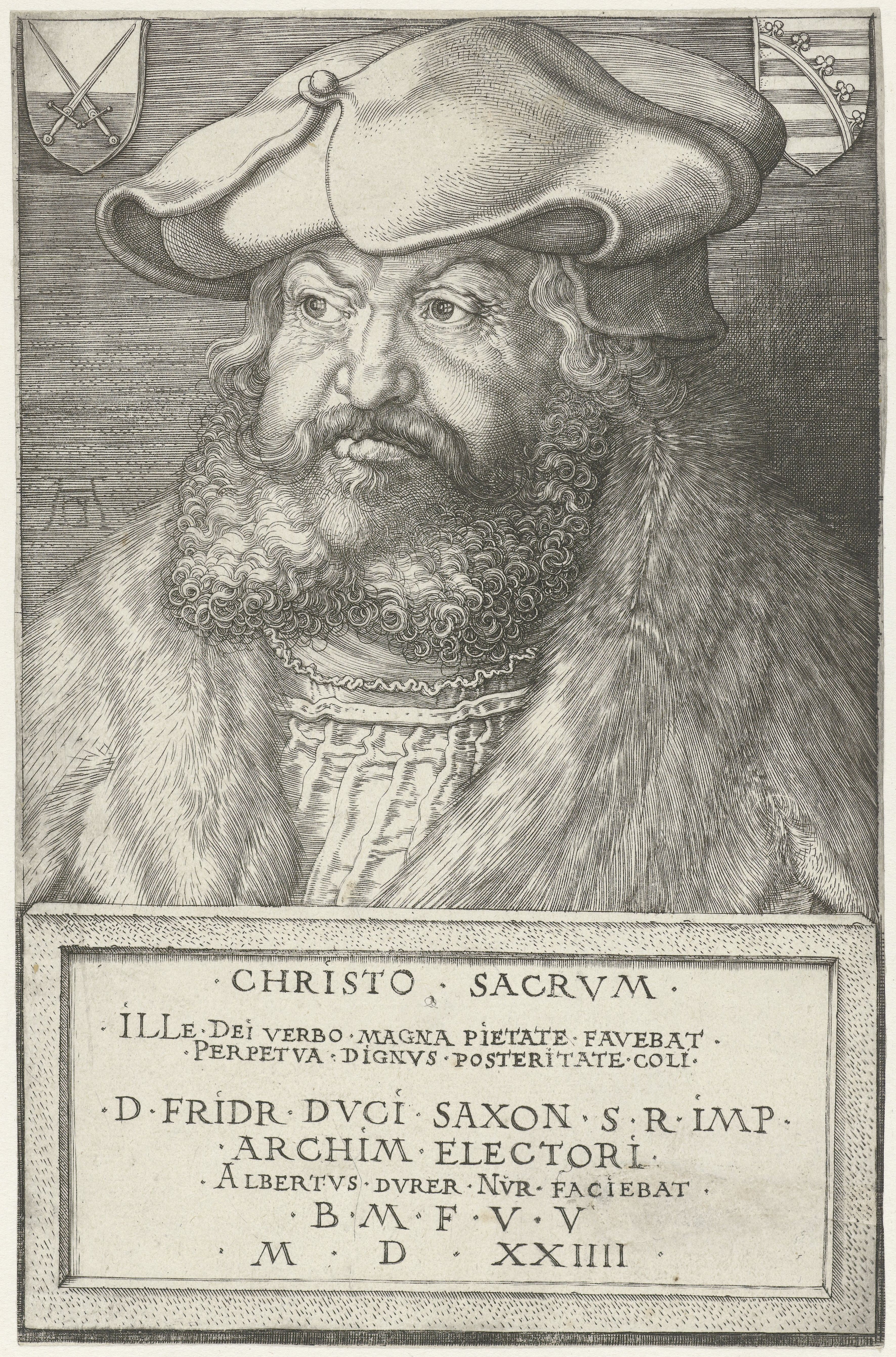
Federico III, en un grabado de Alberto Durero fechado en 1524 (ejemplar del Art Institute de Chicago).

## Federico y Martín Lutero
Fue en la Universidad fundada por Federico III donde comenzó Martín Lutero sus estudios de Teología en 1508, obteniendo la graduación en 1509 y el doctorado en 1512.[cita requerida]
La venta de indulgencias fue el detonante para que Lutero clavara sus 95 tesis en la puerta de la iglesia del castillo. Con su protesta contra las indulgencias, provocó una oleada de rebelión que pasó por toda Europa. Federico III, así como Jorge el duque de Sajonia-Meissen, prohibieron la venta de indulgencias en su territorio, venta que sí promovía Alberto de Brandeburgo, arzobispo de Magdeburgo, quien buscaba agradar al papa para obtener también el título de Arzobispo-Elector de Maguncia. El dinero obtenido se enviaba a Roma para la construcción de la Basílica de San Pedro. Frente a la creciente presión, Lutero se ve en la necesidad de precisar y explicar sus tesis en nuevos escritos. La curia reacciona: en Roma se inicia un proceso por herejía contra él en 1518. Sin embargo, el proceso queda suspendido en 1519, ya que después de la muerte de Maximiliano I, el país está ocupado en la elección de un nuevo emperador.[cita requerida]
Federico era candidato a la elección pero declinó el cargo y votó a Carlos de Habsburgo, quien finalmente saldría emperador como Carlos V y que reiniciaría la campaña contra Lutero y sus seguidores. Federico exige que Lutero no sea proscrito ni detenido sin ser antes escuchado. El rebelde recibe invitación a la Dieta de Worms y se le asegura salvoconducto. Una vez escuchado y fuera de Worms, Carlos V proscribe al reformador (Edicto de Worms). Para evitar que nadie mate a Lutero, Federico simula un secuestro el 4 de mayo, y le hace desaparecer. Lutero es llevado al castillo de Wartburg cerca de Eisenach. Federico actuó desde un segundo plano pero con él, Lutero y la reforma contaron con un leal protector, a pesar de que Federico seguía siendo fiel a la doctrina católica y se formó su propia opinión después de hacer analizar los hechos por sus consejeros y sabios reconocidos, como Erasmo de Róterdam. Solo en sus últimos días admitió las tesis de Lutero, a quien nunca llegó a conocer en persona.[cita requerida]
Federico falleció en 1525 en su castillo de caza, en Lochau.[cita requerida]

## Reconocimientos y honores
- Rosa de Oro
- Caballero de la Orden del Santo Sepulcro de Jerusalén.
- Su nombre figura en el Calendario de Santos Luterano.

## Filmografía
| Año  | Película | Director  | Personaje     |
| ---- | -------- | --------- | ------------- |
| 2003 | Lutero   | Eric Till | Peter Ustinov |